# Nelson Carneiro
Nelson de Souza Carneiro (Salvador, 8 de abril de 1910 — Niterói, 6 de fevereiro de 1996) foi um político e jornalista brasileiro com larga atuação parlamentar. Tornou-se conhecido pela defesa da causa do divórcio, aprovada no ano de 1977. Inscrito no Livro dos Heróis e Heroínas da Pátria, através da Lei 13.852/19.

## Vida política na Bahia
Nascido em Salvador, filho de Antônio Joaquim de Souza Carneiro (primeiro especialista a reconhecer a existência de petróleo em Lobato) e de Laura Coelho de Souza Carneiro. Era irmão de Edison Carneiro, escritor e folclorista. Iniciou sua vida pública como repórter em O Jornal (ligado a oposição democrática na Bahia) em 1929. Advogado formado na Faculdade de Direito da Universidade Federal da Bahia (UFBA) em 1932, foi preso ao apoiar a Revolução Constitucionalista contra o governo de Getúlio Vargas, cumprindo pena no Rio de Janeiro, então capital do país.
Com a redemocratização do país em 1945, filiou-se à UDN e disputou uma vaga na Assembleia Constituinte destinada a elaborar a nova Constituição, ficando apenas na suplência. Passada a refrega político-eleitoral cobriu os trabalhos constituintes para dois impressos baianos: o Jornal da Bahia e O Imparcial. Convocado para exercer o mandato parlamentar em abril de 1947, foi reeleito em 1950 numa coligação com o antigo PSD. No ano seguinte apresentou seu primeiro projeto divorcista e um outro desígnio que igualava a mulher casada ao marido, protagonizando debates acerbos com o Padre Arruda Câmara, frontal adversário de tais inovações. Já filiado ao Partido Libertador não foi reeleito em 1954, derrota atribuída à firme oposição da Igreja Católica às teses encampadas por Carneiro.

## Vida política no Rio de Janeiro

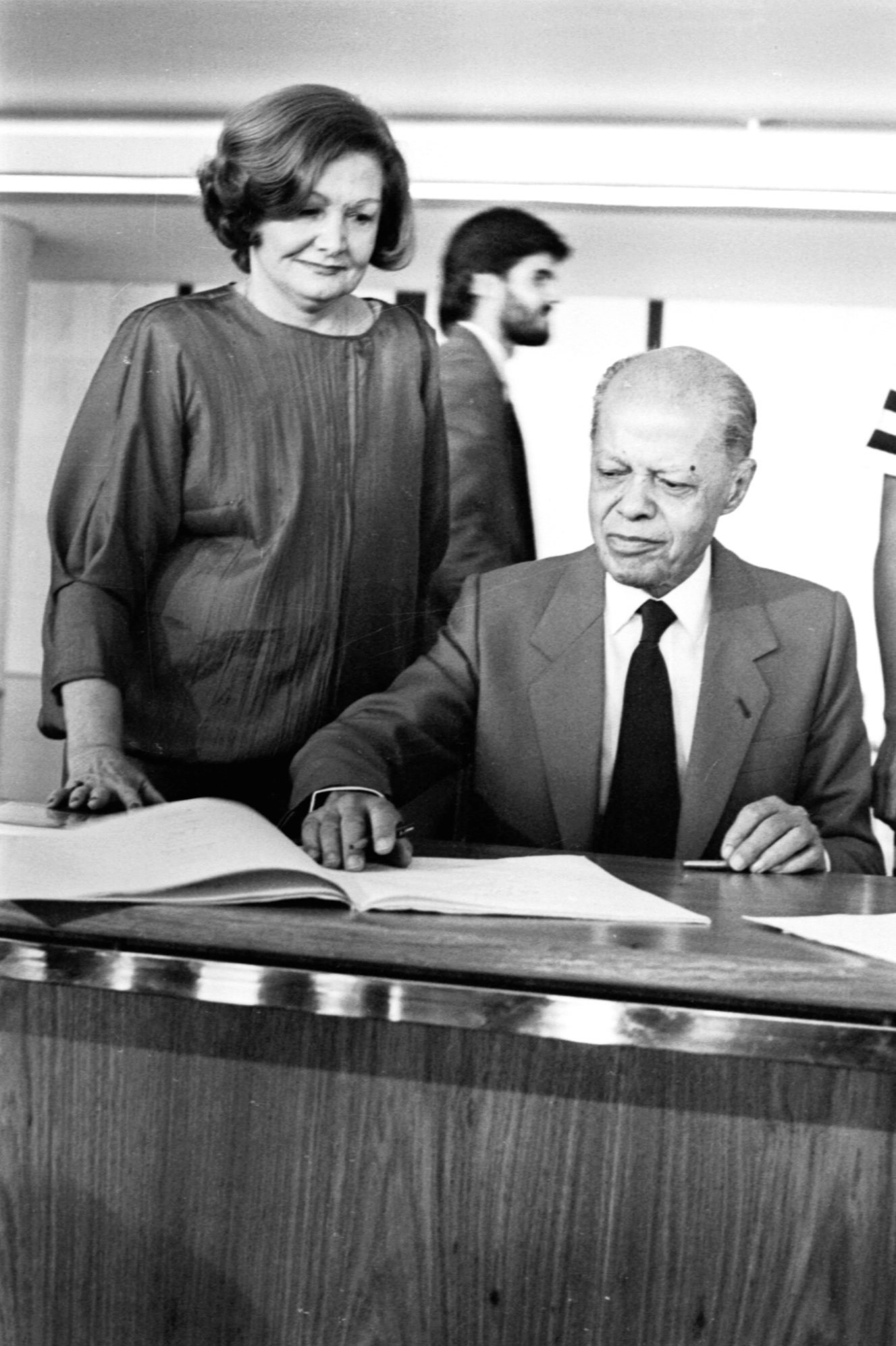
Assinando a Constituição do Brasil em 1988 como membro da Assembleia Nacional Constituinte. (Foto: Célio Azevedo/Agência Senado

Em 1958 Nelson Carneiro transferiu-se para o Rio de Janeiro com o fito de concorrer às eleições pelo então Distrito Federal, apostando que um eleitorado de perfil menos conservador assimilaria suas propostas. Foi eleito deputado federal pelo PSD em 1958 e a partir de 21 de abril de 1960 passou a representar a Guanabara sendo reeleito em 1962.
Em meio à crise desencadeada pela renúncia do presidente Jânio Quadros em 25 de agosto de 1961, foi o autor da emenda que instituiu o parlamentarismo no Brasil de modo a assegurar a posse do vice-presidente João Goulart na presidência desde que o governo estivesse nas mãos de um primeiro-ministro, neste caso o mineiro Tancredo Neves. Com a deposição do presidente João Goulart por um golpe militar em 31 de março de 1964 e a subsequente adoção do bipartidarismo, Nelson Carneiro ingressou MDB sendo reeleito deputado federal em 1966. Eleito senador pela Guanabara em 1970, passou a representar o Rio de Janeiro após a fusão entre essas unidades federativas em 15 de março de 1975 em face de lei sancionada pelo presidente Ernesto Geisel.
Após vinte e seis anos de espera Nelson Carneiro obteve a aprovação da Lei 6.515 que instituiu o divórcio no Brasil em 26 de dezembro de 1977 em virtude de sua tenacidade e ainda beneficiado pela mudança de quórum para aprovação de emendas constitucionais, que passou de dois terços para maioria absoluta dentre o total de parlamentares eleitos graças ao Pacote de Abril  baixado pelo governo.
Reeleito em 1978, prescindiu da orientação do governador Chagas Freitas que fundou o Partido Popular e se filiou ao PTB de Ivete Vargas, cuja candidata ao governo do Rio de Janeiro em 1982 era Sandra Cavalcanti, outrora adversária do senador. Por ocasião da eleição presidencial indireta de 1985 votou em Tancredo Neves no Colégio Eleitoral. De volta ao convívio de antigos companheiros ingressou no PMDB e disputou a convenção do partido como candidato ao governo, todavia a vitória de Moreira Franco o levou a disputar seu terceiro mandato como senador em 1986 numa campanha vitoriosa.
Membro da Assembleia Nacional Constituinte que elaborou a Constituição de 1988, foi eleito presidente do Senado Federal no ano seguinte e empossou Fernando Collor na Presidência da República em 15 de março de 1990, sendo que nesse mesmo ano ficou em terceiro lugar na eleição para governador do Rio de Janeiro num pleito marcado pelo triunfo de Leonel Brizola. Disputou a reeleição em 1994 pelo Partido Progressista, mas não obteve a vitória.
Viúvo, casou-se com Maria Luísa Monteza de Souza Carneiro, natural do Peru, com quem teve uma filha, Laura Carneiro. Divorciado, veio a casar-se com Carmem Perim Casagrande de Souza Carneiro.
Em 9 de julho de 2016, o túnel de 1.400 metros de extensão da TransOlímpica, foi batizado de Túnel Senador Nelson Carneiro, por dentro da Serra do Engenho Velho. Na Cidade Tiradentes, bairro do extremo leste da Cidade de São Paulo, há uma rua em sua homenagem, batizada de Rua Senador Nelson Carneiro.